# Ewa Mizdal
Ewa Mizdal, née le 18 juillet 1987 à Lublin est une haltérophile polonaise.

## Palmarès

### Jeux olympiques
- 2012 à Londres,  Royaume-Uni
  - 7e en moins de 69 kg.

### Championnats du monde
- 2009 à Goyang,  Corée du Sud
  - 11e en moins de 69 kg.

### Championnats d'Europe
- 2014 à Tel Aviv,  Israël
  -  Médaille de bronze en moins de 75 kg.
- 2011 à Kazan,  Russie
  - 5e en moins de 69 kg
- 2009 à Bucarest,  Roumanie
  - 5e en moins de 69 kg